# Distretto di Huarochirí
Il distretto di Huarochirí è uno dei trentadue distretti della provincia di Huarochirí, in Perù. Si trova nella regione di Lima e si estende su una superficie di 249,09 chilometri quadrati.
Ha per capitale la città di Huarochirí.